# 樊尚·阿布巴卡爾
樊尚·帕泰·阿布巴卡尔（法語：Vincent Paté Aboubakar；1992年1月22日—），喀麦隆职业足球运动员，司職前鋒。2010年5月26日，阿布巴卡尔加入瓦朗謝訥足球俱樂部。 現效力于土耳其超級足球聯賽俱乐部贝西克塔什，他也是喀麥隆國家足球隊成員。

## 榮譽

### 隊會
棉花體育
- 喀麥隆足球甲級聯賽冠軍 : 2009–10

贝西克塔什
- 土耳其足球超級聯賽冠軍 : 2016–17[3],2020–21
- 土耳其盃冠軍 : 2020–21

波圖
- 葡萄牙足球超級聯賽冠軍 : 2017–18[4],2019–20[5]
- 葡萄牙盃冠軍 : 2019–20[6]
- 葡萄牙超級盃冠軍 : 2018[7]

### 國家隊
喀麥隆
- 非洲國家盃冠軍 : 2017; 季軍 : 2021